# La Dimensió Desconeguda (sèrie de televisió de 1959, temporada 1)
La primera temporada de La Dimensió Desconeguda (The Twilight Zone) es va emetre originalment els divendres de 10:00 a 10:30 pm (EST) a CBS del 2 d'octubre de 1959 a l'1 de juliol de 1960. Hi ha 36 episodis, inclòs el pilot, "Where Is Everybody?" ("On és la gent") El tema musical d'aquesta temporada, escrit per Bernard Herrmann, és diferent de la música més comunament associada a la sèrie, escrita per Marius Constant per a la segona temporada en endavant.

## Introducció
La introducció de la majoria d'aquests episodis inclou una sèrie de gràfics de llacuna d'UPA, amb la narració de Rod Serling:
| « | (anglès) There is a fifth dimension, beyond that which is known to man. It is a dimension as vast as space and as timeless as infinity. It is the middle ground between light and shadow, between science and superstition, and it lies between the pit of man's fears and the summit of his knowledge. This is the dimension of imagination. It is an area which we call The Twilight Zone. | (català) Més enllà de la percepció humana hi ha una cinquena dimensió, una dimensió vasta com l'espai i eterna com l'infinit. Just a mig camí entre la llum i l'ombra, entre la ciència i la superstició. Va des del més profund dels temors fins al límit dels nostres coneixements. És la dimensió de la imaginació. És el que coneixem com... La Dimensió Desconeguda. | » |

Es va utilitzar una introducció diferent per als quatre episodis finals, amb un primer pla animat d'un ull que es va metamorfosar en una posta de sol i una versió abreujada del tema musical de Herrmann. La narració de Serling per això va ser la següent:
| « | (anglès) You are about to enter another dimension. A dimension not only of sight and sound but of mind. A journey into a wondrous land of imagination. Next stop—The Twilight Zone. | (català) Estàs a punt d'entrar en una altra dimensió. Una dimensió no només de la vista i el so, sinó també de la ment. Un viatge a una terra meravellosa d'imaginació. La propera parada : La Dimensió Desconeguda". | » |

Els gràfics d'aquesta obertura van ser de Pacific Title, igual que els de les estrenes de les temporades posteriors.
Se sap que almenys un episodi, "Mr. Denton on Doomsday", va tenir aquesta obertura doblada sobre l'obertura original de la llacuna quan es va emetre com a repetició d'estiu el 1960. L'estiu següent, una sèrie d'episodis de la primera temporada van tenir la introducció de la segona temporada doblada sobre l'original quan es van emetre com a repeticions. Les obertures originals s'han restaurat des d'aquells episodis.
Segments de la introducció original de la primera temporada es van continuar utilitzant com a gràfic d'entreacte fins a la tercera temporada.

## Episodis
| nº | nº | Títol                                                               | Escriptor(s)                | Director                                                                           | Música           | Data d'estrena original | Data d'estrena en català | Codi de producció |
| 1 | 1  | «On és la gent?" "Where Is Everybody?»                              | Robert Stevens              | Rod Serling                                                                        | Bernard Herrmann | 2 d'octubre de 1959     | 1 de juliol de 1986      | 173-3601          |
| Un home (Earl Holliman) sense memòria de qui és es troba en una estranya ciutat buida. |    |                                                                     |                             |                                                                                    |                  |                         |                          |                   |
| 2 | 2  | «Dedicat als àngels" "One for the Angels»                           | Robert Parrish              | Rod Serling                                                                        | N/A              | 9 d'octubre de 1959     | 10 d'octubre de 1996     | 173-3608          |
| Un venedor ambulant (Ed Wynn) parla amb la Mort (Murray Hamilton) perquè li salvi la vida fins que faci un última gran venda, però amenaça la vida d'una nena en el procés.                                                                                           |    |                                                                     |                             |                                                                                    |                  |                         |                          |                   |
| 3 | 3  | «El Senyor Denton al dia del judici final" "Mr. Denton on Doomsday» | Allen Reisner               | Rod Serling                                                                        | N/A              | 16 d'octubre de 1959    | 2 de juliol de 1986      | 173-3609          |
| Un borratxo de la ciutat (Dan Duryea) s'enfronta a un assassí infame després d'haver recuperat màgicament les seves habilitats de lluita contra armes. |    |                                                                     |                             |                                                                                    |                  |                         |                          |                   |
| 4 | 4  | «El santuari de setze mil·límetres" "The Sixteen-Millimeter Shrine» | Mitchell Leisen             | Rod Serling                                                                        | Franz Waxman     | 23 d'octubre de 1959    | 3 de juliol de 1986      | 173-3610          |
| Una estrella de cinema envellida (Ida Lupino) torna a mirar les seves antigues pel·lícules en un intent de recuperar la seva joventut. |    |                                                                     |                             |                                                                                    |                  |                         |                          |                   |
| 5 | 5  | «Mitja hora a peu" "Walking Distance»                               | Robert Stevens              | Rod Serling                                                                        | Bernard Herrmann | 30 d'octubre de 1959    | 15 de juliol de 1986     | 173-3605          |
| Un executiu publicitari (Gig Young) sota pressió a la seva feina visita la seva antiga ciutat natal, només per trobar-se tornat a la seva infància. |    |                                                                     |                             |                                                                                    |                  |                         |                          |                   |
| 6 | 6  | «Rescissió de contracte" "Escape Clause»                            | Mitchell Leisen             | Rod Serling                                                                        | N/A              | 6 de novembre de 1959   | 13 de juliol de 1996     | 173-3603          |
| Un hipocondríac de mal humor (David Wayne) amb por de morir ven la seva ànima al Diable (Thomas Gomez) per la immortalitat. |    |                                                                     |                             |                                                                                    |                  |                         |                          |                   |
| 7 | 7  | «El solitari" "The Lonely»                                          | Jack Smight                 | Rod Serling                                                                        | Bernard Herrmann | 13 de novembre de 1959  | 4 de juliol de 1986      | 173-3602          |
| L'any 2046, un home condemnat (Jack Warden) que compleix la seva condemna en un asteroide deshabitat rep una dona robot (Jean Marsh) per companyia. |    |                                                                     |                             |                                                                                    |                  |                         |                          |                   |
| 8 | 8  | «Temps per a ell, a la fi" "Time Enough at Last»                    | John Brahm                  | Basat en una història curta de Lynn Venable; teleproducció de Rod Serling          | Leith Stevens    | 20 de novembre de 1959  | 7 de juliol de 1986      | 173-3614          |
| Un caixer de banca (Burgess Meredith) que anhela més temps per llegir aconsegueix el seu desig quan es converteix en l'únic supervivent d'un holocaust nuclear. El 2009, TV Guide va classificar aquest episodi número 11 a la seva llista dels 100 millors episodis. |    |                                                                     |                             |                                                                                    |                  |                         |                          |                   |
| 9 | 9  | «Potser somiar" "Perchance to Dream»                                | Robert Florey               | Charles Beaumont                                                                   | Van Cleave       | 27 de novembre de 1959  | 8 de juliol de 1986      | 173-3616          |
| Un home (Richard Conte) amb una afecció cardíaca severa que porta molt de temps despert diu al seu psiquiatre que morirà si se'n va a dormir, perquè una ballarina de carnaval (Suzanne Lloyd) intenta matar-lo.                                                      |    |                                                                     |                             |                                                                                    |                  |                         |                          |                   |
| 10 | 10 | «La nit del judici" "Judgment Night»                                | John Brahm                  | Rod Serling                                                                        | N/A              | 4 de desembre de 1959   | 9 de juliol de 1986      | 173-3604          |
| L'any 1942, un home (Nehemiah Persoff) d'Alemanya no recorda com va pujar a bord d'un vaixell britànic que es dirigia a Nova York, però té la sensació que el vaixell s'enfonsarà.                                                                                    |    |                                                                     |                             |                                                                                    |                  |                         |                          |                   |
| 11 | 11 | «I el cel es va obrir" "And When the Sky Was Opened»                | Douglas Heyes               | Basat en una història curta de Richard Matheson; teleproducció de Rod Serling      | Leonard Rosenman | 11 de desembre de 1959  | 10 de juliol de 1986     | 173-3611          |
| Tres astronautes (Rod Taylor, Charles Aidman, Jim Hutton) tornen del desert on es va estavellar la seva nau espacial, però no recorden què va passar durant el seu vol.                                                                                               |    |                                                                     |                             |                                                                                    |                  |                         |                          |                   |
| 12 | 12 | «Mortal de necessitat" "What You Need»                              | Alvin Ganzer                | Basat en una història curta de Lewis Padgett; teleproducció de Rod Serling         | Van Cleave       | 25 de desembre de 1959  | 11 d'agost de 1996       | 173-3622          |
| Un mafiòs (Steve Cochran) intenta explotar les habilitats d'un venedor ambulant (Ernest Truex) que pot veure el futur i discernir el que necessitarà una persona en cas d'emergència.                                                                                 |    |                                                                     |                             |                                                                                    |                  |                         |                          |                   |
| 13 | 13 | «Els quatre que morin" "The Four of Us Are Dying»                   | John Brahm                  | Basat en una història curta de George Clayton Johnson teleproducció de Rod Serling | Jerry Goldsmith  | 1 de gener de 1960      | 12 de novembre de 1985   | 173-3618          |
| Un petit estafador (Harry Townes) amb la capacitat de canviar la cara assumeix la identitat d'un músic (Ross Martin), un gàngster (Phillip Pine), i un boxejador (Don Gordon).                                                                                        |    |                                                                     |                             |                                                                                    |                  |                         |                          |                   |
| 14 | 14 | «El tercer més enllà del Sol" "Third from the Sun»                  | Richard L. Bare             | Basat en una història curta de Richard Matheson teleproducció de Rod Serling       | N/A              | 8 de gener de 1960      | 26 de novembre de 1985   | 173-3615          |
| Amb una guerra atòmica a l'horitzó, un científic (Fritz Weaver) i el seu company de feina (Joe Maross) planifiquen pujar a les seves famílies en una nau espacial i escapar a un altre planeta.                                                                       |    |                                                                     |                             |                                                                                    |                  |                         |                          |                   |
| 15 | 15 | «I Shot an Arrow into the Air»                                      | Stuart Rosenberg            | Basat en una història curta de Madelon Champion teleproducció de Rod Serling       | N/A              | 15 de gener de 1960     | Sense anunciar           | 173-3626          |
| Uns astronautes es troben perduts en el que sembla ser un asteroide inexplorat. |    |                                                                     |                             |                                                                                    |                  |                         |                          |                   |
| 16 | 16 | «L'autoestopista" "The Hitch-Hiker»                                 | Alvin Ganzer                | Basat en una història curta de Lucille Fletcher teleproducció de Rod Serling       | N/A              | 22 de gener de 1960     | 11 de juliol de 1986     | 173-3612          |
| Una dona (Inger Stevens) que condueix a través del país veu un autoestopista (Leonard Strong) a tot arreu. |    |                                                                     |                             |                                                                                    |                  |                         |                          |                   |
| 17 | 17 | «Febre" "The Fever»                                                 | Robert Florey               | Rod Serling                                                                        | N/A              | 29 de gener de 1960     | 14 de juliol de 1986     | 173-3627          |
| Un home (Everett Sloane) la dona del qual (Vivi Janiss) va guanyar entrades per a Las Vegas es torna addicte als jocs d'atzar, cortesia d'una màquina escurabutxaques que el crida pel nom.                                                                           |    |                                                                     |                             |                                                                                    |                  |                         |                          |                   |
| 18 | 18 | «L'últim vol" "The Last Flight»                                     | William F. Claxton          | Richard Matheson                                                                   | N/A              | 5 de febrer de 1960     | 16 de juliol de 1986     | 173-3607          |
| Un pilot de caça britànic de la Primera Guerra Mundial (Kenneth Haigh) vola per un núvol estrany i aterra el seu biplà en una base aèria nord-americana moderna. |    |                                                                     |                             |                                                                                    |                  |                         |                          |                   |
| 19 | 19 | «El testament porpra" "The Purple Testament»                        | Richard L. Bare             | Rod Serling                                                                        | Lucien Moraweck  | 12 de febrer de 1960    | 22 de juliol de 1986     | 173-3619          |
| Un tinent de l'exèrcit (William Reynolds) que serveix a la Segona Guerra Mundial té la capacitat de veure qui morirà. |    |                                                                     |                             |                                                                                    |                  |                         |                          |                   |
| 20 | 20 | «Elegy»                                                             | Douglas Heyes               | Charles Beaumont                                                                   | Van Cleave       | 19 de febrer de 1960    | Sense anunciar           | 173-3625          |
| A finals del segle xxii, els astronautes (Jeff Morrow, Kevin Hagen i Don Dubbins) aterren en un asteroide semblant a la Terra, però els seus habitants semblen immòbils.                                                                                              |    |                                                                     |                             |                                                                                    |                  |                         |                          |                   |
| 21 | 21 | «Mirall endins" "Mirror Image»                                      | John Brahm                  | Rod Serling                                                                        | N/A              | 26 de febrer de 1960    | 17 de juliol de 1986     | 173-3623          |
| Una dona (Vera Miles) en una cotxera d'autobusos és tractada per desconeguts com si l'haguessin vist abans i aviat s'adona que té un doppelgänger. |    |                                                                     |                             |                                                                                    |                  |                         |                          |                   |
| 22 | 22 | «Els monstres de Mapple St." "The Monsters Are Due on Maple Street» | Ronald Winston              | Rod Serling                                                                        | Rene Garriguenc  | 4 de març de 1960       | 18 de juliol de 1986     | 173-3620          |
| Una fallada elèctrica fa que els residents d'un barri suburbà sospitin els uns dels altres de ser monstres de l'espai exterior que planifiquen una invasió. |    |                                                                     |                             |                                                                                    |                  |                         |                          |                   |
| 23 | 23 | «Una diferència extraordinària" "A World of Difference»             | Ted Post                    | Richard Matheson                                                                   | Van Cleave       | 11 de març de 1960      | 30 de juliol de 1986     | 173-3624          |
| Un home de negocis (Howard Duff) es troba en una altra vida com a actor interpretant un personatge d'una pel·lícula. |    |                                                                     |                             |                                                                                    |                  |                         |                          |                   |
| 24 | 24 | «Visca Walter Jameson" "Long Live Walter Jameson»                   | Anton Leader                | Charles Beaumont                                                                   | N/A              | 18 de març de 1960      | 3 de setembre de 1985    | 173-3621          |
| Es revela que un professor d'història (Kevin McCarthy) ha viscut milers d'anys. |    |                                                                     |                             |                                                                                    |                  |                         |                          |                   |
| 25 | 25 | «Tots som iguals" "People Are Alike All Over»                       | Mitchell Leisen             | Basat en una història curta de Paul W. Fairman teleproducció de Rod Serling        | N/A              | 25 de març de 1960      | 21 de juliol de 1986     | 173-3613          |
| Dos astronautes (Roddy McDowall, Paul Comi) fan una expedició a Mart, on un mor en un aterratge accidental i l'altre descobreix com són realment les persones. |    |                                                                     |                             |                                                                                    |                  |                         |                          |                   |
| 26 | 26 | «Execution»                                                         | David Orrick McDearmon      | Basat en una història curta de George Clayton Johnson teleproducció de Rod Serling | N/A              | 1 d'abril de 1960       | Sense anunciar           | 173-3628          |
| Un cowboy fora de la llei (Albert Salmi) a punt de ser penjat per assassinat el 1880 és portat al 1960 per una màquina del temps construïda per un professor (Russell Johnson).                                                                                       |    |                                                                     |                             |                                                                                    |                  |                         |                          |                   |
| 27 | 27 | «Un desig gran, gran" "The Big Tall Wish»                           | Ronald Winston              | Rod Serling                                                                        | Jerry Goldsmith  | 8 d'abril de 1960       | 7 de gener de 1986       | 173-3630          |
| Un nen (Stephen Perry) desitja que un boxejador (Ivan Dixon) guanyi un enfrontament de tornada. |    |                                                                     |                             |                                                                                    |                  |                         |                          |                   |
| 28 | 28 | «Un bon lloc per a visitar" "A Nice Place to Visit»                 | John Brahm                  | Charles Beaumont                                                                   | N/A              | 15 d'abril de 1960      | 21 de gener de 1986      | 173-3632          |
| Un lladre (Larry Blyden) rep un tret per la policia i acaba en un lloc on té tot el que ha desitjat en conèixer un home estrany anomenat Pip (Sebastian Cabot). |    |                                                                     |                             |                                                                                    |                  |                         |                          |                   |
| 29 | 29 | «Nightmare as a Child»                                              | Alvin Ganzer                | Rod Serling                                                                        | Jerry Goldsmith  | 29 d'abril de 1960      | Sense anunciar           | 173-3635          |
| Una nena estranya (Terry Burnham) revela secrets sobre el passat d'una professora d'escola (Janice Rule). |    |                                                                     |                             |                                                                                    |                  |                         |                          |                   |
| 30 | 30 | «Parada a Willoughby" "A Stop at Willoughby»                        | Robert Parrish              | Rod Serling                                                                        | Nathan Scott     | 6 de maig de 1960       | 10 de desembre de 1985   | 173-3629          |
| Un executiu publicitari estressat (James Daly) descobreix en els seus somnis una tranquil·la ciutat de la dècada de 1880 que sembla millor que la seva vida despert.                                                                                                  |    |                                                                     |                             |                                                                                    |                  |                         |                          |                   |
| 31 | 31 | «L'antídot" "The Chaser»                                            | Douglas Heyes               | Basat en una història curta de John Collier teleproducció de Robert Presnell, Jr.  | N/A              | 13 de maig de 1960      | 16 de novembre de 1985   | 173-3636          |
| Un home enamorat (George Grizzard) d'una dona autoobsessionada anomenada Leila (Patricia Barry) compra una poció d'amor que funciona massa bé. |    |                                                                     |                             |                                                                                    |                  |                         |                          |                   |
| 32 | 32 | «"Passatge per trompeta""A Passage for Trumpet»                     | Don Medford                 | Rod Serling                                                                        | Lyn Murray       | 20 de maig de 1960      | 20 d'agost de 1985       | 173-3633          |
| Un trompetista descarat (Jack Klugman) té una altra oportunitat de vida després d'haver intentat suïcidar-se. |    |                                                                     |                             |                                                                                    |                  |                         |                          |                   |
| 33 | 33 | «Mr. Bevis»                                                         | William Asher               | Rod Serling                                                                        | N/A              | 3 de juny de 1960       | Sense anunciar           | 173-3631          |
| Un àngel de la guarda (Henry Jones) s'ofereix a ajudar un home de bon caràcter (Orson Bean) que està passant un mal dia. |    |                                                                     |                             |                                                                                    |                  |                         |                          |                   |
| 34 | 34 | «"Després de tancar" "The After Hours»                              | Douglas Heyes               | Rod Serling                                                                        | N/A              | 10 de juny de 1960      | 23 de juliol de 1986     | 173-3637          |
| A una dona (Anne Francis) se li diu que el pis d'un gran magatzem on va fer una compra no existeix. |    |                                                                     |                             |                                                                                    |                  |                         |                          |                   |
| 35 | 35 | «The Mighty Casey»                                                  | Alvin Ganzer Robert Parrish | Rod Serling                                                                        | N/A              | 17 de juny de 1960      | Sense anunciar           | 173-3617          |
| Un entrenador de beisbol (Jack Warden) porta el seu equip als campionats gràcies a un llançador robot (Robert Sorrells). |    |                                                                     |                             |                                                                                    |                  |                         |                          |                   |
| 36 | 36 | «"Un món propi" "A World of His Own»                                | Ralph Nelson                | Richard Matheson                                                                   | N/A              | 1 de juliol de 1960     | 7 d'agost de 1985        | 173-3634          |
| Un dramaturg (Keenan Wynn) té la capacitat de donar vida a qualsevol cosa descrivint-la a una gravadora. |    |                                                                     |                             |                                                                                    |                  |                         |                          |                   |